# 동목포역
동목포역(Dongmokpo station, 東木浦驛)은 전라남도 목포시 용당동에 위치한 호남선의 역이었다. 역 출입구의 폭이 가장 좁은 역으로도 유명하였다(50cm가량).
1980년대 중반의 절정기에는 목포역보다 하루 이용객수가 훨씬 많았다고 한다. 그러나 1980년대 후반부터 이용객이 감소하면서 1989년에 무배치 간이역으로 격하되어 역 건물이 철거되었고, 2003년 12월 9일에 호남선 복선화로 임성리 ~ 목포 구간이 시내를 우회하기 위해 지하화되어 선로가 더 이상 동목포역을 지나지 않게 되면서 폐역됐다.

## 역사
- 1953년 8월 1일: 배치간이역으로 영업 개시[1]
- 1970년 9월 20일: 을종승차권 발매소로 지정(목포역관리)
- 1973년 1월 1일: 무배치간이역으로 격하[2]
- 1977년 5월 16일: 소화물 취급 중지[3]
- 2003년 12월 9일: 임성리 ~ 목포 구간 선로 이설로 폐역[4]

## 이용객 변동
2000년 ~ 2003년 자료는 역별 여객 발착통과표를 기준으로 작성되었다.
| 노선 | 노선 | 인원수 (명) | 인원수 (명) | 인원수 (명) | 인원수 (명) | 인원수 (명) | 각주  |
| 노선 | 노선 | 2000년      | 2001년      | 2002년      | 2003년      | 2004년      | 각주  |
| ---- | ---- | ----------- | ----------- | ----------- | ----------- | ----------- | ----- |
| 전체 | 승차 | 885         | 1,449       | 6,535       | 8,763       | 0           | [ 5 ] |
| 전체 | 하차 | 10,949      | 6,579       | 15,138      | 21,772      | 69          | [ 5 ] |